# Flughafen Bariloche

i8
i11
i13
Der Flughafen Teniente Luis Candelaria ist der Flughafen der argentinischen Stadt San Carlos de Bariloche in den Südanden. Sein IATA-Code ist BRC, der ICAO-Code SAZS.
Bariloche ist zusammen mit dem Flughäfen Buenos Aires-Aeroparque und Córdoba einer der Drehscheiben der Fluggesellschaft Aerolíneas Argentinas. Daneben wird er auch von Andes Líneas Aéreas, Flybondi, Norwegian, JetSmart und LATAM Argentina angeflogen. Mit fast 1,3 Millionen Passagieren pro Jahr ist er der wichtigste Flughafen Patagoniens.
1954 wurde der Flughafen eröffnet, in den 1990ern wurde er privatisiert. 2012 wurde der Flughafen renoviert. Der Flughafen ist nach dem argentinischen Luftfahrtpionier Luis Candelaria benannt, dem 1918 die erste Überquerung der Anden mit einem Flugzeug gelang.

## Fluggesellschaften und Flugziele
| Fluggesellschaft        | Ziele |
| ----------------------- | --- |
| Aerolineas Argentinas   | Buenos Aires-Jorge Newbery, Buenos Aires-Ezeiza, Córdoba (saisonal), El Calafate                                                      |
| Austral Líneas Aéreas   | Buenos Aires-Jorge Newbery, Córdoba, Rosario                                                                                          |
| Andes Líneas Aéreas     | Buenos Aires-Jorge Newbery |
| LATAM                   | Buenos Aires-Jorge Newbery, Buenos Aires-Ezeiza, San Miguel de Tucumán (saisonal), Sao Paulo (saisonal), Santiago de Chile (saisonal) |
| Norwegian Air Argentina | Buenos Aires-Jorge Newbery |
| Flybondi                | Buenos Aires-El Palomar, Córdoba, Jujuy, Posadas, San Miguel de Tucumán                                                               |
| JetSmart                | Buenos Aires-El Palomar, Córdoba, Mendoza                                                                                             |
| Azul Linhas Aéreas      | Campinas |
| GOL Linhas Aéreas       | Sao Paulo (saisonal) |

## Verkehrszahlen
| Jahr | Fluggastaufkommen | Luftfracht (Tonnen) | Flugbewegungen |
| ---- | ----------------- | ------------------- | -------------- |
| 2017 | 1.279.524         | 410                 | 11.305         |
| 2016 | 1.187.147         | 365                 | 10.954         |
| 2015 | 1.038.651         | 346                 | 10.084         |
| 2014 | 918.905           | 241                 | 9.431          |
| 2013 | 834.765           | 187                 | 9.358          |
| 2012 | 636.446           | 174                 | 7.798          |
| 2011 | 301.838           | 117                 | 3.989          |
| 2010 | 831.792           | 274                 | 9.477          |
| 2009 | 748.400           | 269                 | 8.782          |
| 2008 | 701.244           | 432                 | 7.667          |
| 2007 | 724.010           | 660                 | 7.830          |
| 2006 | 676.197           | 717                 | 8.273          |
| 2005 | 648.569           | 589                 | 8.730          |
| 2004 | 584.589           | 410                 | 8.860          |
| 2003 | 503.068           | 564                 | 7.627          |
| 2002 | 405.753           | 470                 | 7.070          |
| 2001 | 373.134           | 832                 | 8.116          |

## Zwischenfälle
- Am 13. Mai 1957 flog eine aus Buenos Aires kommende Vickers Viking 1B der argentinischen Líneas Aéreas del Estado (LADE) (Luftfahrzeugkennzeichen T-3) im Anflug auf den Flughafen San Carlos de Bariloche in bergiges Gelände bei Cerro Meta, 30 Kilometer südwestlich des Flughafens. Bei diesem CFIT (Controlled flight into terrain) wurden alle 15 Insassen, fünf Besatzungsmitglieder und 10 Passagiere, getötet.[3]

- Am 21. November 1977 wurde eine BAC 1-11-420-EL auf einem Flug der argentinischen Austral Líneas Aéreas (LV-JGY) im Landeanflug auf den Flughafen Bariloche 21 Kilometer östlich des Ziels ins Gelände geflogen. Die Maschine kam vom Flughafen Buenos Aires-Jorge Newbery, zusammen mit zwei weiteren BAC 1-11 der Austral. Auf den Charterflügen sollte eine große Gruppe von Touristen befördert werden, überwiegend frisch getraute Hochzeitspaare. Bei einer Art Rennen schob sich die LV-JGY vor die anderen, indem die Piloten beim Fliegen einer Abkürzung in einen Hügel flogen. Bei diesem CFIT (Controlled flight into terrain) wurden von den 79 Passagieren und Besatzungsmitgliedern 46 getötet; bei diesem zweitschwersten Unfall einer BAC 1-11 überlebten nur 33 Passagiere.[4][5]